# Jésus Trindade Barreto
Jésus Trindade Barreto (Barra Longa, 13 de maio de 1926 - Belo Horizonte, 12 de setembro de 2007) foi um escritor, professor, delegado e político brasileiro.

## Formação e atuação
Formou-se bacharel em Direito pela Universidade de Minas Gerais, atual Universidade Federal de Minas Gerais. Realizou pós-graduação em Administração Pública pela Wayne State University, de Detroit, Estados Unidos da América.
Funcionário do Departamento Estadual de Trânsito, Jésus Trindade foi delegado de Polícia do Estado de Minas Gerais, onde ocupou vários postos de chefia. Foi diretor da Penitenciária Agrícola de Neves (1965-1966), delegado distrital em Belo Horizonte (1967), delegado de Vigilância Geral (1968) e delegado de Falsificações e Defraudações (1970).
Foi ainda professor da Academia de Polícia Rafael Magalhães.

## Política
Foi vereador na Câmara Municipal de Belo Horizonte, no período de 1963 a 1964. Foi deputado estadual na Assembleia Mineira por quatro legislaturas consecutivas, da 7ª à 10ª legislatura (1971 - 1987).
Durante o período como deputado estadual, Jésus Trindade exerceu o cargo de vice-líder do governo e da Arena em 1975, foi presidente das Comissões de Segurança (1972 a 1975), de Educação e Cultura (1979 a 1982) e de Proteção e Defesa do Consumidor (1981 a 1984); foi vice-presidente da Comissão de Serviço Público Civil (1971 a 1974) e membro das Comissões de Segurança Pública (1971 e 1980 a 1982) e de Leis Complementares à Constituição (1973 a 1974). 
Na Assembléia, antes de ser deputado, foi oficial-de-gabinete do então presidente Bonifácio Andrada, em 1966. Pertenceu à UDN, ARENA, PDS e PFL. Durante o governo Itamar Franco, atuou como secretário-adjunto de Justiça.

## Obras
Era membro da Academia Marianense de Letras, da Academia Sul Mineira de Letras e da Academia Municipalista de Letras de Minas Gerais. Publicou dezenas de livros e também artigos e ensaios em revistas e jornais, além de trabalhos parlamentares.